# Бонзон, Анник
Анни́к Бонзо́н (в девичестве — Аннер; фр. Annick Bonzon-Anner, род. 20 марта 1971 года) — швейцарская горнолыжница, участница зимних Олимпийских игр 1992 года.

## Спортивная биография
30 ноября 1991 года Анник Бонзон дебютировала в Кубке мира на этапе в австрийском Лехе. В 1992 году швейцарская горнолыжница дебютировала на зимних Олимпийских играх в Альбервиле. В сезоне 1991/92 Бонзон была близка к попаданию в тройку призёров в общем зачёте Кубка Европы, но Анник в итоге осталась только на 4-м месте. На этапах Кубка мира лучшим результатом в карьере у Бонзон стало 14-е место, которое она занимала в соревнованиях в слаломе.